# Thomas Voeckler
Thomas Voeckler (Schiltigheim, 22 de junio de 1979) es un ciclista francés que fue profesional entre 2001 y 2017.
Fue campeón de Francia de ruta en 2004 y 2010, y ganador del Gran Premio de Plouay, una etapa del Tour de Francia 2009, otra del Tour de Francia 2010 y dos del Tour de Francia 2012. Se hizo popular durante el Tour de Francia 2004 cuando llevó el maillot amarillo durante diez días. En el Tour de Francia 2011 consiguió estar también 10 días de líder con lo que igualó en días vestido con el maillot amarillo a Fausto Coppi.
Thomas Voeckler se convirtió en profesional en 2001 con el equipo Bonjour. Durante su carrera, siempre estuvo a las órdenes del director Jean-René Bernaudeau, pasando por diferentes denominaciones: "Brioches la Boulangère" entre 2003 y 2004, Bouygues Telecom entre 2005 y 2010 y Team Europcar desde 2011.
Es considerado uno de los mejores corredores franceses de la década de 2000. Vive en Mouilleron-le-Captif (Vendée) desde el año 2004.

## Biografía

### Juventud
Su familia es originaria de Alsacia; su padre era psiquiatra y su madre médico anestesista. Creció en la aldea de Herbitzheim. A los siete años de edad sus padres deciden instalarse en Martinica, donde compraron una casa. Una de las razones de este cambio fue permitir que Voeckler satisficiera su pasión por la navegación. Compró veleros de diez a quince metros de eslora y participó regularmente en regatas, acompañado por su esposa y su hijo Thomas, que hizo tres cruceros por el Océano Atlántico.
Fue en Martinica donde Voeckler descubrió el ciclismo. Se inició en el Club Cycliste Trinidad de la isla. Poco antes de su 13.º cumpleaños, su padre fue a Francia, concretamente a Estrasburgo, para comprar una bicicleta por su cumpleaños. Ese mismo otoño de 1992 el padre de Thomas partió solo en su barco para hacer un crucero y desapareció en el mar. A pesar de una larga búsqueda, en el rescate no encontraron nada más que su barco.

### Debut y primeras victorias

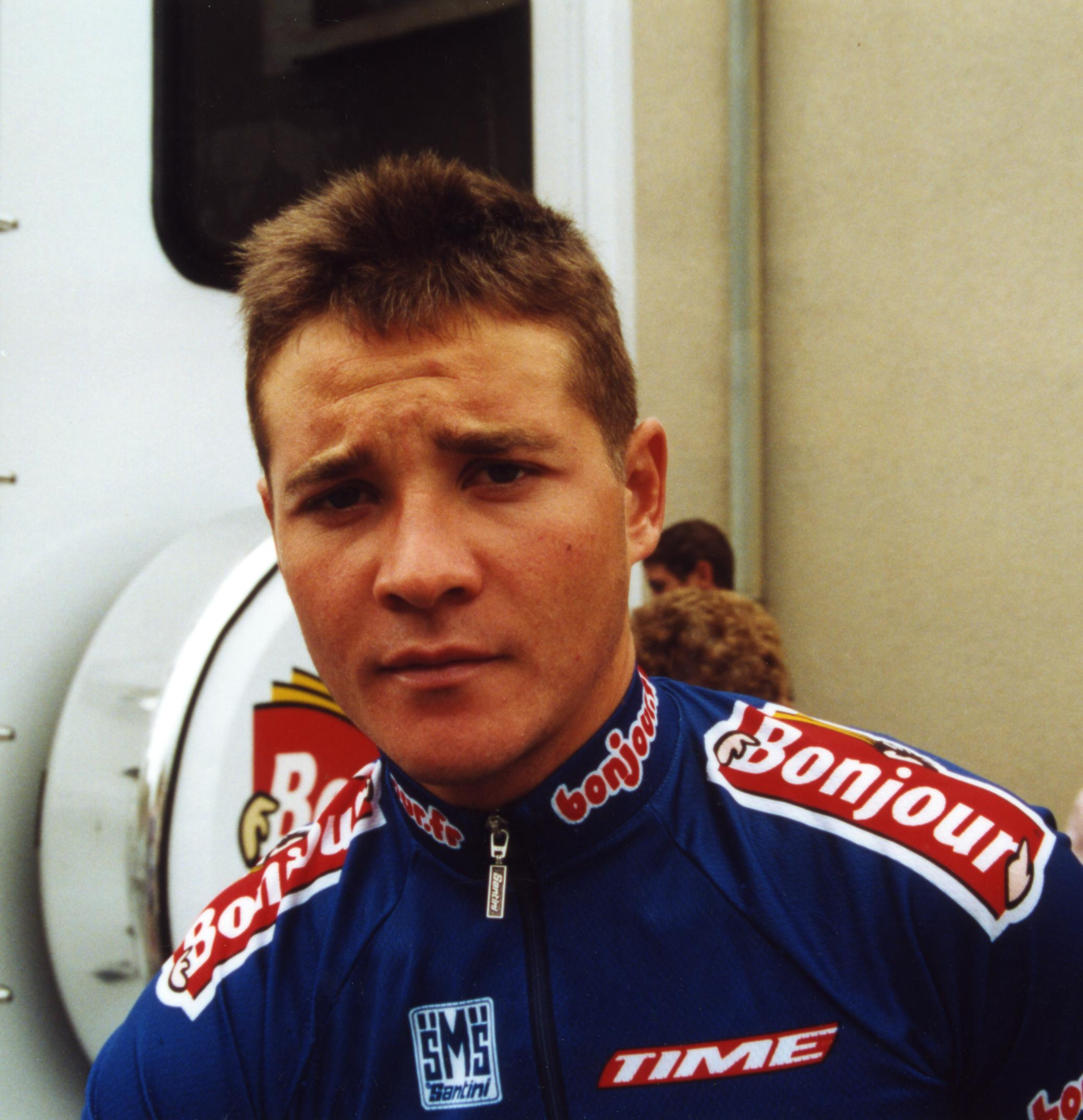
Voeckler en el Tour del Porvenir en 2001

Debutó como profesional en 2001, de la mano del equipo Bonjour. En 2003, en el mismo equipo, bajo la denominación de Brioches la Boulangère, consiguió sus primeras victorias: la Clásica de Loire-Atlantique y el Tour de Luxemburgo.

### 2004, de amarillo en el Tour de Francia
En 2004 ganó el campeonato de Francia e hizo un gran papel en el Tour de Francia durante el cual llevó el maillot amarillo durante diez días, defendiéndose en los Pirineos de Lance Armstrong. Ese mismo año participó en los Juegos Olímpicos de Atenas.

### 2005-2010 Bouygues Telecom

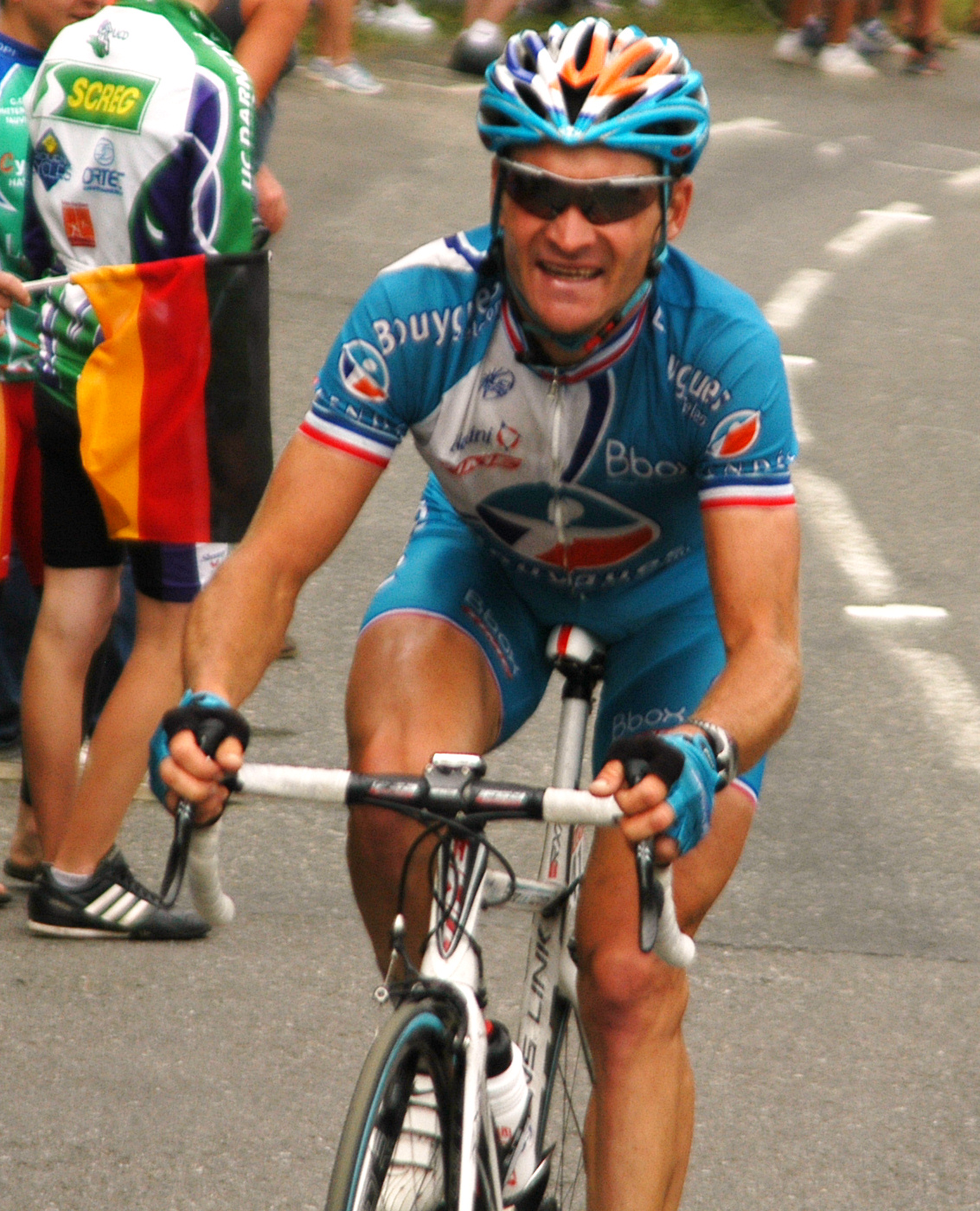
Voeckler en el Tour de Francia 2009.

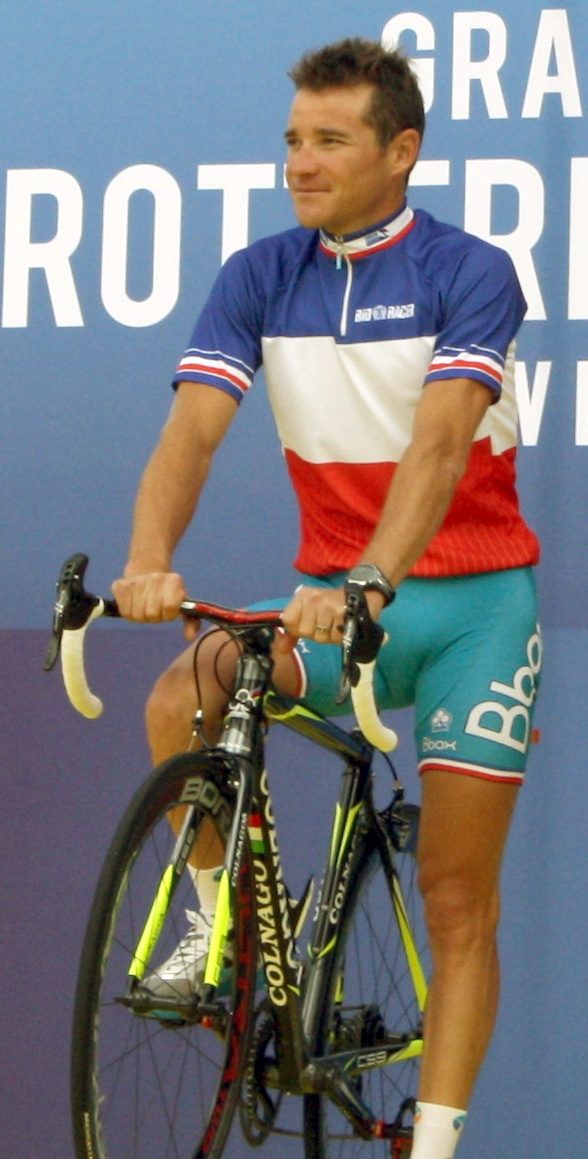
Voeckler durante una presentación de su equipo con el maillot de campeón francés en 2010

En 2006, ganó la Ruta del Sur y la París-Bourges. En 2007 concluyó en el 66.º en la general individual del Tour de Francia de ese año y ganó también el Gran Premio de Plouay, carrera ProTour, por delante de Thor Hushovd y Danilo Di Luca, pocos días después de ganar el Tour de Poitou-Charentes.
En 2008 ganó en el Circuito de la Sarthe y el Grand Prix de Plumelec-Morbihan. En la temporada 2009 ganó la Estrella de Bessèges (sucediendo a su compañero de equipo Trofimov) y el Tour du Haut Var. Durante la París-Niza, Thomas Voeckler sufrió una caída en la 6.ª etapa, causándole una fractura triple de la clavícula. A su regreso en mayo, ganó el trofeo de escaladores. El 8 de julio, ganó en solitario Perpiñán la quinta etapa de Tour de Francia 2009.
En 2010 terminó décimo en la Lieja-Bastoña-Lieja después de la suspensión de Alejandro Valverde y la retirada de sus resultados de 2010. En junio ganó el Campeonato de Francia de Ciclismo en Ruta, su segunda victoria después de la de 2004. El 19 de julio ganó la 15.ª etapa del Tour de Francia 2010 en solitario con 1 minuto y veinte segundos sobre el italiano Alessandro Ballan y sobre Aitor Pérez Arrieta. Ganó a principios de septiembre el Gran Premio de Quebec, la primera carrera del Pro Tour en continente americano.

### 2011 y 2012, líder único del Europcar

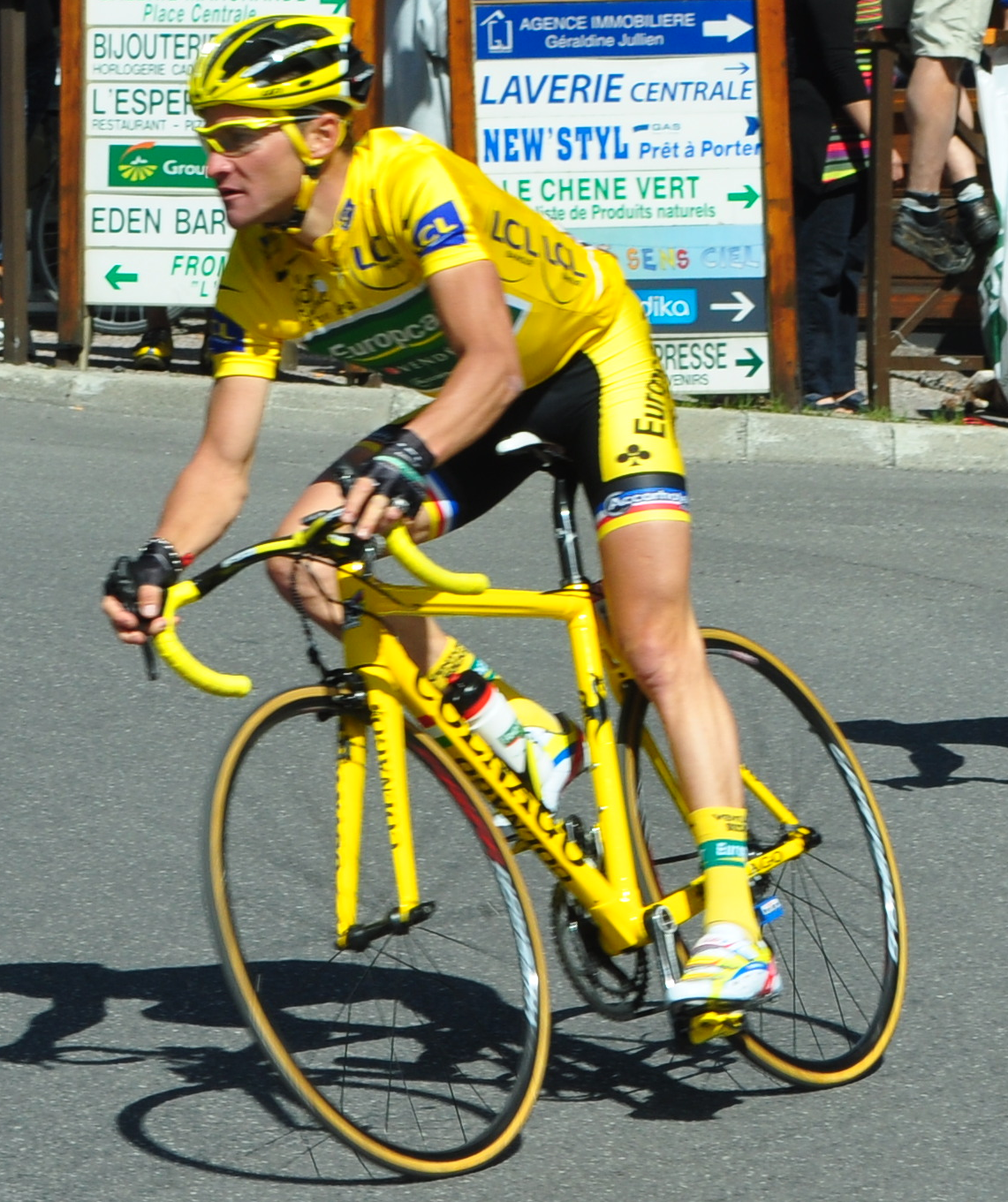
Voeckler vestido de amarillo en el Tour de Francia 2011.

Ganó su primera victoria en 2011 en el Tour del Mediterráneo. Aprovechando el error de Laurent Mangel prematuramente celebrando su victoria, Voeckler venció al sprint en la primera etapa y toma el liderato en la general. Sexto en la final, que comienza de nuevo puso de relieve la semana siguiente en el Tour du Haut-Var ganó. En tercer lugar de la primera etapa fue ganada por Samuel Dumoulin, se escapa con Julien Antomarchi los kilómetros próximos a la meta. Ganó la clasificación final de la carrera, que no niega el sprint por la victoria el escenario. El 9 de marzo de 2011, ganó el sprint de la 4 ª etapa de la París-Niza antes de sus compañeros de fuga y Rémi Pauriol Thomas De Gendt. Luego ganó la carrera por etapas en solitario octavo cuatro días después.
Una semana después, el 19 de marzo Voeckler ocupa el décimo lugar en el Clásica de Loire-Atlantique 22 segundos detrás del ganador neerlandés Lieuwe Westra. Toma su revancha al ganar el próximo "en el fornido", su quinta victoria de la temporada en la carrera G. P. Cholet-Pays de Loire. Coloca un ataque a 3 km de la meta con un viento lateral, y logra romper la resistencia antes de la devolución de los velocistas. Con la victoria, se unió a Jérémy Roy en el primer lugar provisional Copa de Francia de Ciclismo. Toma el mismo tiempo la cabeza de la clasificación individual de la UCI Europa Tour. En abril ganó otra victoria en la segunda etapa de la Giro del Trentino por delante de Michele Scarponi y terminó séptimo en la general en esta carrera. El 7 de mayo tuvo una victoria en solitario en Cassel en la cuarta etapa de los Cuatro Días de Dunkerque. Luego tomó el liderato en la general y ganó el día siguiente de la clasificación final de la carrera, lo que refuerza su posición como el Tour de la UCI Europa.
El 5 de junio corrió en el Critérium du Dauphiné y terminó la carrera en décimo lugar general. Con Christophe Kern, ganador de la quinta etapa y sexto en la clasificación general, ayudó al equipo a ganar la clasificación por equipos.

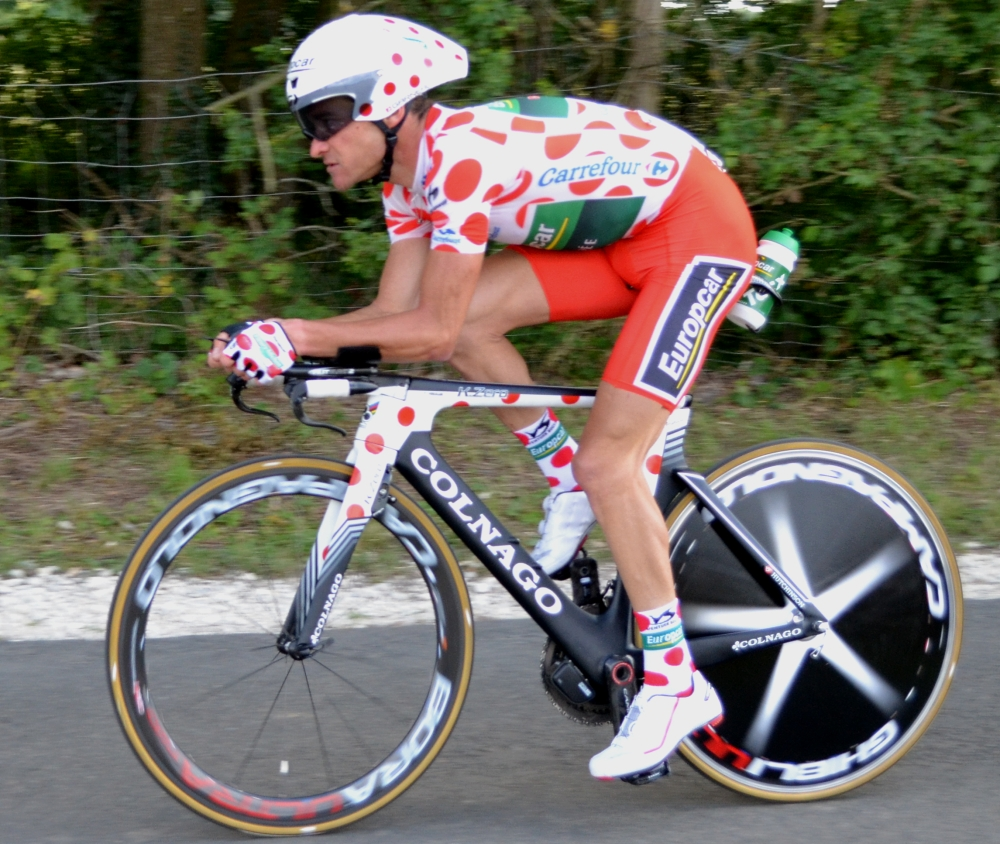
Voeckler con el maillot de la montaña durante una crono del Tour 2012

En el Tour de Francia 2011 quedó segundo en la novena etapa con final en Saint-Flour después de una escapada pero gracias a este resultado consiguió vestir el maillot amarillo, que defendió durante diez días. Durante las etapas de Pirineos Voeckler defendió con fuerza su liderato. Terminó el Tour de Francia 2011 en la cuarta posición. Desde que Christophe Moreau en el año 2000, se convirtió en el Francés primero para estar en un lugar tan alto en general
Comenzó la temporada 2012 en el Mediterráneo Tour. Él tomó el octavo en el Tour de Flandes y Flecha ganó en solitario Brabante. Es entonces la quinta parte de la Amstel Gold Race. En el Tour de Francia, gana dos etapas, culminando dos escapadas, en una ganando en Bellegarde-sur-Valserine a Dries Devenyns, y en la otra, con final en Bagnères-de-Luchon culminando otra gran escapada. Además, también gana el maillot de la montaña del Tour de Francia en un final ajustado contra Fredrik Kessiakoff.
El 19 de agosto de 2014 sufrió una dura caída en el Tour de Limousin que le impidió participar en la Vuelta a España y en el Mundial de Ciclismo de Ponferrada.

## Palmarés
| 2000 - Flecha de las Ardenas 2003 - Tour de Luxemburgo, más 2 etapas - Clásica de Loire-Atlantique - 1 etapa del Tour del Porvenir 2004 - Campeonato de Francia en Ruta - À travers le Morbihan - 1 etapa de la Ruta del Sur 2005 - 1 etapa de los Cuatro días de Dunkerque 2006 - 1 etapa de la Vuelta al País Vasco - 3.º en el Campeonato de Francia en Ruta - Ruta del Sur, más 1 etapa - París-Bourges 2007 - Gran Premio de Plouay - Tour de Poitou-Charentes 2008 - Circuito de la Sarthe - Grand Prix de Plumelec-Morbihan 2009 - Estrella de Bessèges - Tour de Haut-Var, más 1 etapa - Trofeo de los Escaladores - 1 etapa del Tour de Francia | 2010 - Campeonato de Francia en Ruta . - 1 etapa del Tour de Francia - Gran Premio de Quebec 2011 - 1 etapa del Tour del Mediterráneo - Tour de Haut-Var - 2 etapas de la París-Niza - G. P. Cholet-Pays de Loire - 1 etapa del Giro del Trentino - Cuatro Días de Dunkerque, más 1 etapa - 3.º en el Campeonato de Francia en Ruta 2012 - Flecha Brabanzona - 1 etapa de la Tropicale Amissa Bongo - 2 etapas del Tour de Francia, más clasificación de la montaña 2013 - 1 etapa del Critérium del Dauphiné - Ruta del Sur, más 1 etapa - Tour de Poitou-Charentes, más 1 etapa 2016 - Tour La Provence, más 1 etapa - Tour de Yorkshire, más 1 etapa |

## Resultados en Grandes Vueltas y Campeonato del Mundo
| Carrera         | Carrera         | 2001  | 2002 | 2003  | 2004 | 2005  | 2006 | 2007 | 2008 | 2009 | 2010 | 2011 | 2012 | 2013 | 2014 | 2015 | 2016 | 2017 |
| --------------- | --------------- | ----- | ---- | ----- | ---- | ----- | ---- | ---- | ---- | ---- | ---- | ---- | ---- | ---- | ---- | ---- | ---- | ---- |
|                 | Giro de Italia  | 135.º | —    | —     | —    | —     | —    | Ab.  | —    | 89.º | 23.º | —    | —    | —    | —    | —    | —    | —    |
|                 | Tour de Francia | —     | —    | 119.º | 18.º | 124.º | 87.º | 66.º | 94.º | 67.º | 76.º | 4.º  | 26.º | 65.º | 42.º | 45.º | 79.º | 91.º |
|                 | Vuelta a España | —     | —    | —     | —    | 102.º | —    | —    | —    | —    | —    | —    | —    | —    | —    | —    | —    | —    |
| Mundial en Ruta | Mundial en Ruta | —     | —    | —     | —    | —     | 93.º | 68.º | —    | 67.º | —    | 98.º | 7.º  | 61.º | —    | —    | —    | —    |

—: no participa

Ab.: abandono

## Equipos
- Bonjour/Brioches La Boulangère/Bouygues Telecom/Bbox Bouygues Telecom/Europcar/Direct Énergie (2001-2017) 
  - Bonjour (2001-2002)
  - Brioches La Boulangère (2003-2004)
  - Bouygues Telecom (2005-2008)
  - Bbox Bouygues Telecom (2009-2010)
  - Team Europcar (2011-2015)
  - Direct Énergie (2016-2017)

## Reconocimientos
- 2.º en la Bicicleta de Oro Francesa (2004)
- 3.º en la Bicicleta de Oro Francesa (2009)